# Etheostoma grahami
Etheostoma grahami är en fiskart som först beskrevs av Charles Frédéric Girard, 1859.  Etheostoma grahami ingår i släktet Etheostoma och familjen abborrfiskar. IUCN kategoriserar arten globalt som sårbar. Inga underarter finns listade i Catalogue of Life.